# Tour de Lombardie 2016
La 110e édition du Tour de Lombardie a lieu le 1er octobre 2016. Elle est la dernière épreuve du calendrier UCI World Tour 2016.

## Présentation
Le Tour de Lombardie fait partie des cinq monuments avec Milan-San Remo, le Tour des Flandres, Paris-Roubaix et Liège-Bastogne-Liège.

### Parcours

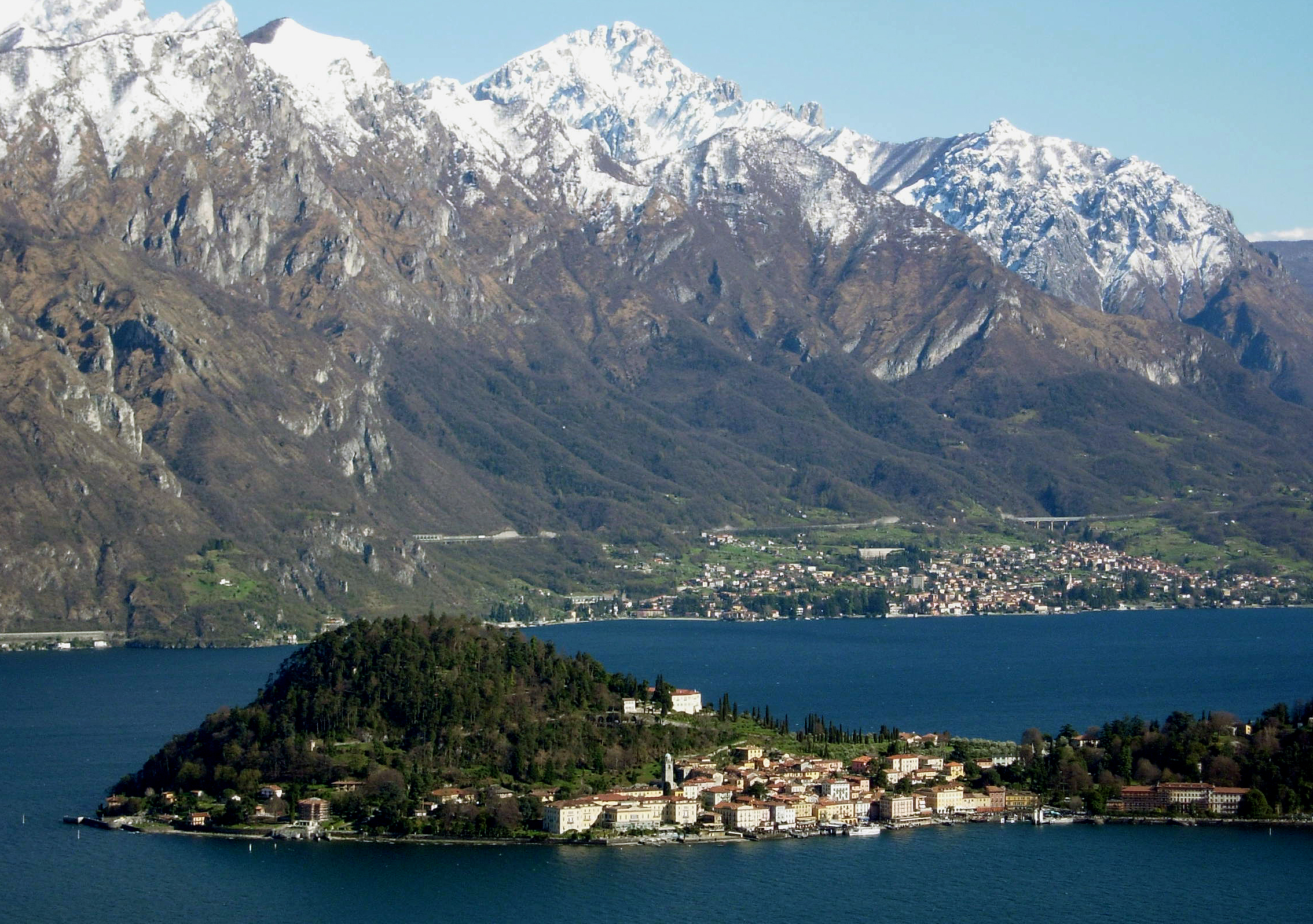
Bellagio sur les rives du Lac de Côme

Pour célébrer la 110e édition de l'épreuve, RCS Sport propose un nouveau parcours, plus difficile que les années précédentes, avec 4 400 m de dénivelé positif, contre 3500 en 2015 et 3400 en 2014. Après un départ de Côme et une dizaine de kilomètres vers Cantù, le tracé tourne en direction du nord-est, jusqu'au Lac de Côme, sur une route en faux-plat montant puis via une brève descente. À partir d'Onno, les coureurs longent le lac vers Bellagio, point de départ de la montée de la Madonna del Ghisallo. Une fois le sommet franchit, la course descend jusqu'à Asso. S'ensuit 9 km de faux plat descendant, une portion de plat, le Colle Brianza, sa descente et une trentaine de kilomètres légèrement vallonnés. Les organisateurs ont ensuite programmé l'enchaînement de cinq montées : le Valico di Valcava et ses 14 virages en épingle, la montée vers Berbenno, le Sant'Antonio Abandonato, le Miragolo San Salvatore (deux ascensions inédites) et la montée vers Selvino. La route plonge ensuite vers Nembro, situé à 14,7 km de l'arrivée. Le final est plat, excepté une courte côte dans les cinq derniers kilomètres, dans la partie haute de Bergame. Les deux montées inédites ont été découvertes par des coureurs locaux, indique le directeur technique Stefano Allocchio. Leur ajout « rend le parcours encore plus sélectif » selon le directeur de course Mauro Vegni, qui attend « les meilleurs coureurs » et « une grande course ».

#### Côtes
Huit ascensions jalonnent les 241 kilomètres de course.
| Ascensions              | Longueur (km) | Pente moyenne | Pente maximale | Kilomètres de l'arrivée |
| ----------------------- | ------------- | ------------- | -------------- | ----------------------- |
| Madonna del Ghisallo    | 8,58          | 6,2 %         | 14 %           | 174,9                   |
| Colle Brianza           |               |               |                | 143,8                   |
| Valico di Valcava       | 11,65         | 8 %           | 17 %           | 96,4                    |
| Berbenno                | 6,5           | 5,07 %        |                | 70,2                    |
| Sant'Antonio Abandonato | 6,5           | 8,9 %         | 15 %           | 57,4                    |
| Miragolo San Salvatore  | 8,7           | 7 %           | 11 %           | 39,4                    |
| Selvino                 | 6,9           | 5,4 %         | 9 %            | 27                      |
| Bergame (Bergamo Alta)  | 1,15          | 7,9 %         | 12 %           | 3,3                     |

### Équipes
Le Tour de Lombardie faisant partie du calendrier UCI World Tour, les dix-huit équipes World Tour participent automatiquement à la course. L'organisateur a également invité sept formations de deuxième division.
| WorldTeams (18)- AG2R La Mondiale - Astana - BMC Racing Team - Cannondale-Drapac - Dimension Data - Etixx-Quick Step - FDJ - Giant-Alpecin - IAM Cycling - Katusha - Lampre-Merida - Lotto NL-Jumbo - Lotto-Soudal - Movistar Team - Orica-BikeExchange - Sky - Tinkoff - Trek-Segafredo Équipes continentales professionnelles (7)- Androni Giocattoli-Sidermec - Bardiani CSF - CCC Sprandi Polkowice - Cofidis, Solutions Crédits - Gazprom-RusVelo - Nippo-Vini Fantini - Wilier Triestina-Southeast |
| |

### Favoris et principaux engagés
Le Tour de Lombardie est la dernière grande classique de la saison et la dernière classique « Monument ». Avec son dénivelé et sa distance, elle est également considérée comme la course d'un jour la plus difficile de la saison. Son positionnement en fin de saison, permet à plusieurs coureurs d'envisager la victoire, la forme et la motivation étant très variables d'un coureur à l'autre.
En l'absence de Vincenzo Nibali, le tenant du titre qui revient de blessure après l'épreuve des Jeux olympiques, Fabio Aru porte le dossard numéro un au sein de l'équipe Astana. Il bénéficie du soutien de deux outsiders pour la victoire, Diego Rosa et Miguel Ángel López. López, vainqueur de Milan-Turin quelques jours plus tôt, a devancé Michael Woods et Rigoberto Uran, deux coureurs de l'équipe Cannondale-Drapac, qui sont en grande forme et sont parmi les prétendants à la victoire. Ils peuvent compter sur leurs coéquipiers Moreno Moser et Davide Formolo, qui sont également dans les coureurs cités pour un bon résultat.
Dan Martin, ancien lauréat de la course est l'un des trois leaders de l'équipe Etixx-Quick Step, aux côtés de Julian Alaphilippe et Gianluca Brambilla. Leurs chances de succès dépendent de leur capacité à gérer le profil très vallonné de l'épreuve.
Romain Bardet qui emmène l'équipe AG2R-La Mondiale, a montré une bonne forme sur cette fin de saison, notamment en étant à l'attaque à l'arrivée de Milan-Turin et en terminant deuxième derrière Esteban Chaves (Orica-Bike Exchange) lors du récent Tour d'Émilie qui se conclut avec la montée de San Luca surplombant Bologne. Chaves a dû batailler pour terminer troisième du dernier Tour d'Espagne, mais sa victoire au Tour d'Émilie prouve qu'il bénéficie toujours d'une forme suffisante pour remporter le Tour de Lombardie. Bardet et Chaves peuvent compter sur le soutien d'une équipe solide.
Parmi les outsiders cités, on retrouve Alejandro Valverde (Movistar), Greg van Avermaet et Philippe Gilbert (BMC), Diego Ulissi (Lampre-Merida), Robert Gesink (LottoNL-Jumbo) et le vainqueur de Liège-Bastogne-Liège Wout Poels (Team Sky).
Le Tour de Lombardie est également la dernière course majeure pour plusieurs coureurs du peloton : Ryder Hesjedal, Frank Schleck, le vainqueur surprise de l'édition 2011 Oliver Zaugg et l'ancien double vainqueur Joaquim Rodriguez. Ce dernier met un terme définitif à sa carrière en dépit du fait que plusieurs équipes souhaitent le voir poursuivre sa carrière pour récupérer ses points WorldTour.

## Classements
| \| Classement général \| Classement général \| Classement général \| Classement général \| Classement général \| \| Coureur \| Coureur \| Pays \| Équipe \| Temps \| \| ------------------ \| -------------------- \| ------------------ \| --------------------------- \| ------------------ \| \| 1er \| Esteban Chaves \| Colombie \| Orica-BikeExchange \| 6 h 26 min 36 s \| \| 2e \| Diego Rosa \| Italie \| Astana \| + 0 s \| \| 3e \| Rigoberto Urán \| Colombie \| Cannondale-Drapac \| + 0 s \| \| 4e \| Romain Bardet \| France \| AG2R La Mondiale \| + 6 s \| \| 5e \| Davide Villella \| Italie \| Cannondale-Drapac \| + 1 min 19 s \| \| 6e \| Alejandro Valverde \| Espagne \| Movistar Team \| + 1 min 24 s \| \| 7e \| Robert Gesink \| Pays-Bas \| LottoNL-Jumbo \| + 1 min 24 s \| \| 8e \| Warren Barguil \| France \| Giant-Alpecin \| + 1 min 24 s \| \| 9e \| Alessandro De Marchi \| Italie \| BMC Racing Team \| + 1 min 24 s \| \| 10e \| Pierre Latour \| France \| AG2R La Mondiale \| + 1 min 24 s \| \| 11e \| Fabio Aru \| Italie \| Astana \| + 1 min 26 s \| \| 12e \| Gianluca Brambilla \| Italie \| Etixx-Quick Step \| + 2 min 04 s \| \| 13e \| Rodolfo Torres \| Colombie \| Androni Giocattoli-Sidermec \| + 2 min 05 s \| \| 14e \| Giovanni Visconti \| Italie \| Movistar Team \| + 2 min 42 s \| \| 15e \| Rui Costa \| Portugal \| Lampre-Merida \| + 5 min 02 s \| \| 16e \| Matvey Mamykin \| Russie \| Katusha \| + 5 min 02 s \| \| 17e \| Rudy Molard \| France \| Cofidis, Solutions Crédits \| + 5 min 02 s \| \| 18e \| Darwin Atapuma \| Colombie \| BMC Racing Team \| + 5 min 33 s \| \| 19e \| Bauke Mollema \| Pays-Bas \| Trek-Segafredo \| + 6 min 24 s \| \| 20e \| Jakob Fuglsang \| Danemark \| Astana \| + 6 min 36 s \| |                      |          |                             |                 |
| |                      |          |                             |                 |
| Sources : ProCyclingStats Cycling Quotient |                      |          |                             |                 |
| Classement général |                      |          |                             |                 |
| Coureur | Coureur              | Pays     | Équipe                      | Temps           |
| 1er | Esteban Chaves       | Colombie | Orica-BikeExchange          | 6 h 26 min 36 s |
| 2e | Diego Rosa           | Italie   | Astana                      | + 0 s           |
| 3e | Rigoberto Urán       | Colombie | Cannondale-Drapac           | + 0 s           |
| 4e | Romain Bardet        | France   | AG2R La Mondiale            | + 6 s           |
| 5e | Davide Villella      | Italie   | Cannondale-Drapac           | + 1 min 19 s    |
| 6e | Alejandro Valverde   | Espagne  | Movistar Team               | + 1 min 24 s    |
| 7e | Robert Gesink        | Pays-Bas | LottoNL-Jumbo               | + 1 min 24 s    |
| 8e | Warren Barguil       | France   | Giant-Alpecin               | + 1 min 24 s    |
| 9e | Alessandro De Marchi | Italie   | BMC Racing Team             | + 1 min 24 s    |
| 10e | Pierre Latour        | France   | AG2R La Mondiale            | + 1 min 24 s    |
| 11e | Fabio Aru            | Italie   | Astana                      | + 1 min 26 s    |
| 12e | Gianluca Brambilla   | Italie   | Etixx-Quick Step            | + 2 min 04 s    |
| 13e | Rodolfo Torres       | Colombie | Androni Giocattoli-Sidermec | + 2 min 05 s    |
| 14e | Giovanni Visconti    | Italie   | Movistar Team               | + 2 min 42 s    |
| 15e | Rui Costa            | Portugal | Lampre-Merida               | + 5 min 02 s    |
| 16e | Matvey Mamykin       | Russie   | Katusha                     | + 5 min 02 s    |
| 17e | Rudy Molard          | France   | Cofidis, Solutions Crédits  | + 5 min 02 s    |
| 18e | Darwin Atapuma       | Colombie | BMC Racing Team             | + 5 min 33 s    |
| 19e | Bauke Mollema        | Pays-Bas | Trek-Segafredo              | + 6 min 24 s    |
| 20e | Jakob Fuglsang       | Danemark | Astana                      | + 6 min 36 s    |